# Малайя на летних Олимпийских играх 1956
Малайя принимала участие в Летних Олимпийских играх 1956 года в Мельбурне (Австралия) в первый раз за свою историю, но не завоевала ни одной медали. Сборную страны представляли 32 участника, из которых 1 женщина.